# 爱赫特波一世
爱赫特波一世（Ahhotep I），古埃及第十七王朝的王后。她是陶二世的妻子和姐妹，雅赫摩斯一世的母亲。
她是一位不平凡的女人，被称为"海上诸岛的女主人"。王后很关心埃及的福利，将提高民众经济生活作为治理国家的目标。他还建立起一支军队,并鼓励一些人民为独立而战。她把那些移民召集在一起，使告别居无定所的日子，过上稳定的生活。 敢做敢为的女王在古埃及困苦的日子里，尽心尽力地做了很多事。女王也赢得了岛民的景仰，克里特的人民与海上诸岛的人民成为埃及的同盟者。她的称号"海上诸岛女主人"，在有些考古学家的眼里就是她和克里特之间联系的证明。有些考古学家认为她是卡摩斯的妻子爱赫特波二世。

## 家庭
爱赫特波一世是陶一世与特提舍丽的女儿，陶二世的姐妹，她与陶二世结婚，并有许多小孩:
- 雅赫摩斯一世，王子，后为法老，木乃伊现藏开罗博物馆
- 卡摩斯，王子，后为法老，但是否为爱赫特波一世的儿子仍有争议
- 雅赫摩斯-纳菲尔泰丽，公主，后为王后，木乃伊显示她于约70岁左右去世，木乃伊现藏开罗博物馆
- 雅赫摩斯-西帕尔，王子，与家人们一同出现于几副壁画，他曾經被認為是圖特摩斯一世的父親，但後來的考古研究發現其木乃伊显示他于5-6岁时去世，所以不可能是圖特摩斯一世的父親，他的木乃伊现藏开罗博物馆
- Binpu,王子
- 雅赫摩斯-荷努特米普，公主，拥有"国王女儿"和"国王的姐妹"的头衔，其木乃伊显示她活至年老，木乃伊现藏开罗博物馆
- 雅赫摩斯-尼贝塔，公主，拥有"国王女儿"和"国王姐妹"的头衔，在雅赫摩斯王子的雕像和大臣Inherkau的墓室(TT359)壁画中出现
- 雅赫摩斯-图美丽熙，公主，拥有"国王女儿"和"国王姐妹"的头衔，木乃伊于位于Sheik Abd el-Gurnal地区的一个墓室(Pit MMA 1019)发现。

部分学者认为爱赫特波一世是卡摩斯的妻子爱赫特波二世，不过仍有争议

## 去世與埋葬
根據考古人員推測，愛赫特波一世去世於圖特摩斯一世統治年間，考古学家并没有发现爱赫特波一世的陵墓，其棺木在停灵庙的木乃伊坑(DB320) 发现，其木乃伊也未被发现，一世的木乃伊没被发现而爱赫特波二世的木乃伊却已被发现。如果王后是爱赫特波二世，这样王后的木乃伊就证实已被发现。